# 제프 쿤스
제프 쿤스(영어: Jeffrey Lynn Koons, 1955년 1월 21일~)는 미국의 미술가이다. 쿤스는 대중 문화를 주제로 하여 지극히 평범한 대상을 매끈한 표면의 스테인레스 스틸 풍선 인형 등과 같은 것으로 재생산하는 것으로 알려져 있다. 현재 뉴욕과 펜실배니아 요크의 고향에서 거주하고 있다.
그의 작품은 상당히 높은 가격에 판매되고 있으며, 2019년 5월에 작품이 9천 110만 달러에 팔리면서 경매에서 팔린 가장 비싼 생존 작가의 작품이 되었다. 2013년 11월 12일에는 그의 ⟪풍선 개 (오렌지)⟫가 뉴욕에서 개최된 크리스티스 전후 현대 예술 이브닝 세일에서 5천 840만 달러에 판매되어 경매에서 팔린 가장 비싼 생존 작가의 작품이 되었다. 이 가격은 쿤스의 이전 기록인 3천 370만 달러를 넘은 것이었으며, ⟪대성당 광장, 밀라노⟫(Domplatz, Mailand)를 3천 710만 달러에 소더비 경매에서 판매한 게르하르트 리히터가 보유하고 있던 기록을 경신한 것이었다. ⟪풍선 개 (오렌지)⟫는 처음으로 제작된 풍선 개 시리즈  중에 하나였으며, 그리니치의 수집가 피터 브랜트(Peter Brant)가 1990년대에 소유하고 있었다. 쿤스의 다른 작품인 ⟪토끼⟫가 2019년 9천 백만 달러에 팔리면서 가장 비싸게 팔린 생존 작가의 작품이 되었다.
쿤스에 대한 비평적 입장은 극명하게 나눠져 있다. 어떤 평론가는 그의 작품을 선구적이며, 미술사적으로 중요하다고 평가한다. 다른 평론가는 그의 작품을 유치하며 세련되지 못하고 냉소적인 자기 상품화에 기반하고 있다고 절하한다. 쿤스는 자신의 작품에 숨겨진 의미나 비평은 없다고 언급하였다.

## 어린 시절
쿤스는 펜실베니아 요크에서 헨리 쿤스와 글로리아 쿤스 사이에서 태어났다. 아버지는 가구 판매원이자 인테리어 디자이너였으며, 어머니는 재봉사였다. 쿤스가 아홉 살이 되었을 때, 그의 아버지는 손님을 끌기 위해 가게 창문에 쿤스가 따라 그린 명화를 걸어 두었다. 쿤스는 어릴 때 종종 용돈을 벌기 위해 방과 후 선물 포장지와 사탕을 팔러 다니기도 하였다.
쿤스는 시카고 예술대학과 메릴랜드 인스티튜드 컬리지 오브 아트(Maryland Institute College of Art)에서 회화를 배웠다. 아트 인스티튜트에서 쿤스는 그가 가장 많은 영향을 받은 미술가 에드 파슈케(Ed Paschke)를 만나고 1970년대에 그의 조수로 일하였다.
쿤스는 대학을 졸업한 후 1977년에 뉴욕으로 이사하여 뉴욕 현대미술관 멤버십 데스크에서 일하며 자신을 미술가로서 정립시켰다. 이 기간 동안 그는 머리를 붉게 염색 살바도르 달리를 모방하여 얇은 콧수염을 길렀다. 1980년에 뮤추얼 펀드와 주실을 팔 수 있는 면허를 얻어 퍼스트 인베스터스 코퍼레이션(First Investors Corporation)에서 원자재 중개인으로 일하기 시작하였다. 플로리다 새러소타에서 부모와 여름을 보 낸 후 뉴욕으로 돌아와 클레이턴 브로커리지 컴퍼니(Clayton Brokerage Company)와 스미스 바니(Smith Barney)에서 원자재 중개인으로 일했다. 쿤스는 자신의 첫 번째 작품의 재원을 마련하고 미술 시장에서 독립적이 되기 위해 일을 하였는데 쿤스는 이에 대하여 "저는 제가 원하는 예술을 창조할 수 있었고 제 자신에게 미술 시장이 필요없다는 것을 알고 있었습니다"라고 언급하였다.

## 작업
제프 쿤스는 1980년대 중반 미디어 불포화 시대에서 예술의 의미를 탐구한 예술가  세대에 속하며 두각을 나타내기 시작했다. 그는 1980년대에 인지도를 쌓았고 이후 휴스턴 가(Houston Street)와 브로드웨이(Broadway) 코너에 있는 소호(Soho) 로프트(loft)에 공장 같은 스튜디오를 차렸다. 이 스튜디오는 30명 이상의 조수들로 구성되었고, 각각은 앤디 워홀의 공장(모든 그의 작품은 예술 제작이라고 알려진 방법을 사용하여 제작되었기 때문에 주목할 만함)과 유사한 방식으로 그의 작품 제작의 다른 측면에 배정되었다. 오늘날 그는 첼시(Chelsea)의 옛 허드슨(Hudson) 레일 야드 근처에 1,599m2(약 484평)의 공장을 가지고 있으며 90명~120명의 정기적인 조수들과 함께 일하고 있다. 쿤스는 그의 조수들이 그의 캔버스와 조각품들을 마치 한  손으로 만들어진 것처럼 실행할 수 있도록 하기 위해 색별 시스템을 개발했다 "나는 예술이 자기 자신 밖을 데리고 나오고, 자기 자신을 지나쳐 간다고 생각한다. "나는 나의 여정이 정말로 나 자신의 불안을 없애기 위한 것이어왔다고 믿는다. 그것이 열쇠이다. 더 많은 불안감을 제거할수록 만들려는 그 몸짓이 무엇이든 간에 더 자유롭게 만들 수 있다. 그 대화는 처음에 그 예술가와 함께 있지만 그리고나서 그 대화는 밖으로 나가 다른 사람들과 함께 공유된다. 그리고 만약 불안이 제거되면 모든 것이 아주 가까워지고, 모든 것이 가능해진다, 그리고 사람들이 깊이 빠져 들 수밖에 없게 하는 것은 단지 이 약간의 자신감 또는 믿음인 것이다.”